# Johann Karl Schultz

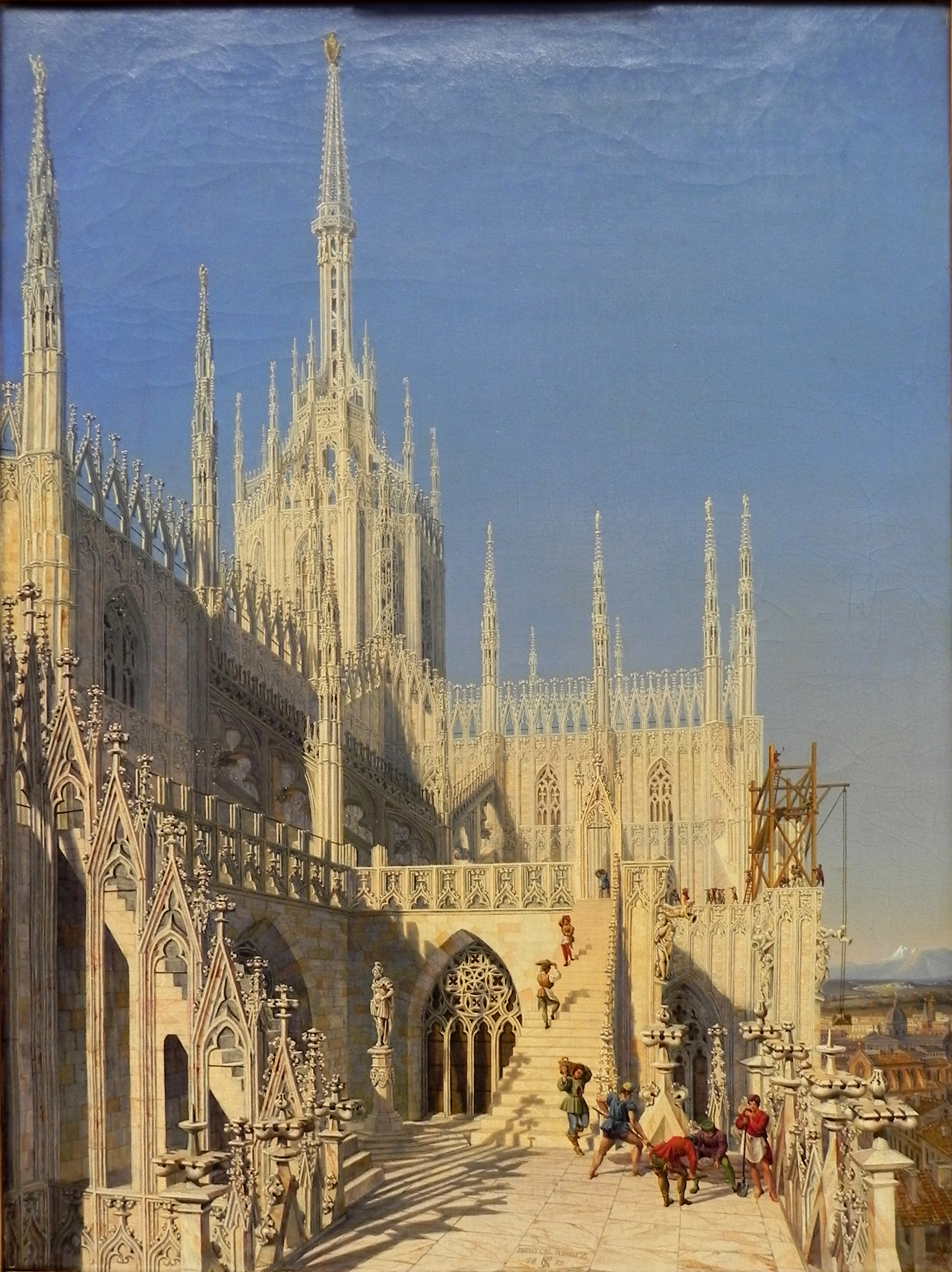
Johann Karl Schultz, domkyrkan i Milano, 1829.

Johann Karl Schultz, född den 5 maj 1801 i Danzig, död där den 12 juni 1873, var en tysk målare och etsare. 
Schultz studerade i sin hemstads konstskola, i Berlin och till sist hos teater- och arkitekturmålaren Quaglio i München. Efter en fyraårig vistelse i Italien blev han efter sin hemkomst professor och direktör vid konstskolan i Danzig (1832). Bland hans arkitekturbilder märks domkyrkan i Milano (Berlins nationalgalleri), domkyrkan i Königsberg (museet där). Lika kända som Schultz målerier är hans etsningar: de 54 bladen Danzig und seine Bauwerke (1845—1868) och en samling blad Tutti frutti (1869) med tyska och italienska arkitektoniska motiv.